# Méhoudin
Méhoudin é uma comuna francesa na região administrativa da Normandia, no departamento Orne. Estende-se por uma área de 3,8 km². Em 2010 a comuna tinha 122 habitantes (densidade: 32,1 hab./km²).